# Савиньи, Жюль Сезар
Жюль Сезар Савиньи (фр. Marie Jules César Lelorgne de Savigny; 5 апреля 1777, Провен — 5 октября 1851, Версаль) — французский натуралист и зоолог.
Член Парижской академии наук (1821).

## Жизнь и деятельность
Совершил путешествие в Китай. Во время научной экспедиции Наполеона Бонапарта в Египет в 1798—1802 годах, Савиньи сопровождал, в качестве зоолога, Жофруа Сент-Илера. В экспедиции он занимался, главным образом, изучением беспозвоночных. По возвращении, Савиньи публикует между 1809 и 1813 годом около пятидесяти исследовательских публикаций о насекомых, на основе материалов, собранных в этой кампании.
30 июля 1821 года Савиньи был избран членом Французской академии наук. Он состоял также членом многочисленных иностранных академий, в частности, был корреспондентом Прусской Королевской академии наук (1826).
В 1824 году он лишился зрения.
В честь учёного был назван род растений Savignya семейства Капустные (Brassicaceae).

## Основные труды
Труды Савиньи посвящены орнитологии, им описаны птицы Египта и Сирии. Также он дал описание беспозвоночных, обитающих в Египте и Сирии, а именно паукообразных, ракообразных, моллюсков, червей и других, анатомию сложных асцидий. Главная заслуга Савиньи — установление гомологии ротовых частей насекомых.
- «Histoire naturelle des Dorades de Chine» (1798),
- «Histoire naturelle et mythologique de l’ibis» (1805),
- «Système des oiseaux de l'Égypte et de la Syrie» (1810),
- «Description des Arachnides d’Egypte et de Syrie» (1812),
- «Mémoires sur les animaux sans vertèbres» (1816 г. — труд, посвящённый сложным асцидиям),
- «Description des Annélides des Côtes d'Égypte» (1820),
- «Explication des planches des Mollusques annelides, crustacées etc. de l'Égyptes et de Syrie» (1820) и др.